# Retrospective II: 1981-1987
Albums de Rush
Retrospective I (1974-1980)
(1997) Different Stages
(1998)
Retrospective II: 1981-1987 est la cinquième compilation du groupe rock canadien Rush, sortie le 3 juin 1997. Cet album est une collection de titres extraits d'albums de la période 1981-1987 parus chez Mercury Records. C'est la seconde compilation de la série Retrospective, sortie un mois après Retrospective I (1974-1980), parue le 6 mai 1997.

## Pochette de l'album
L'illustration figurant sur la pochette de Retrospective II: 1981-1987 montre un personnage habillé d'une combinaison de travail rouge (référence à la pochette de l'album Moving Pictures), faisant le ménage devant un tableau représentant des empreintes digitales colorées (celles des trois membres du groupe).

## Liste des titres
| 1.    | The Big Money         | Power Windows (1985)        | 5:35 |
| 2.    | Red Barchetta         | Moving Pictures (1981)      | 6:09 |
| 3.    | Subdivisions          | Signals (1982)              | 5:33 |
| 4.    | Time Stand Still      | Hold Your Fire (1987)       | 5:09 |
| 5.    | Mystic Rhythms        | Power Windows               | 5:53 |
| 6.    | The Analog Kid        | Signals                     | 4:47 |
| 7.    | Distant Early Warning | Grace Under Pressure (1984) | 4:57 |
| 8.    | Marathon              | Power Windows               | 6:09 |
| 9.    | The Body Electric     | Grace Under Pressure        | 5:00 |
| 10.   | Mission               | Hold Your Fire              | 5:16 |
| 11.   | Limelight             | Moving Pictures             | 4:19 |
| 12.   | Red Sector A          | Grace Under Pressure        | 5:09 |
| 13.   | New World Man         | Signals                     | 3:42 |
| 14.   | Tom Sawyer            | Moving Pictures             | 4:33 |
| 15.   | Force Ten             | Hold Your Fire              | 4:31 |
| 76:42 |                       |                             |      |

## Membres du groupe
- Geddy Lee - basse, claviers, chant
- Alex Lifeson - Guitares acoustique et électrique, synthétiseurs
- Neil Peart - Batterie (instrument), percussions, percussions électroniques